# МОДОК
М.О.Д.О.К. акронім від Мобільний Організм Для Організації Катастроф (англ. M.O.D.O.K. акронім від англ. Mental/Mobile/Mechanized Organism Designed Only for Killing) — вигаданий суперзлодій, який з'являється в американських коміксах, опублікованих видавництвом Marvel Comics.

## Історія персонажа
Перший М.О.Д.О.К.— Джордж Тарлтон, колишній співробітник Авангардних Ідей Механіки (А.І.М.), організації, що торгує футуристичною зброєю, в якій він проходить значні мутагенні медичні експерименти, що були призначені для підвищення його інтелекту. Незважаючи на успіх, експерименти призводять до того, що він розвиває химерно надмірно розвинену голову і низькоросле тіло, що і породило характерний вид персонажа якому необхідне літаюче крісло для пересування. Після експериментів він вбиває своїх творців і бере під свій контроль A.I.M. Після того, як Тарлтон відокремився від МОДОКа, нова незалежна істота назвало себе МОДОК-Покращений. Дебютувавши в срібному столітті коміксів, МОДОК безперервно з'являвся протягом більше ніж чотирьох десятиліть у коміксах Marvel, також він з'являвся як головний герой: у міні-серії Super-Villain Team-Up: 11 № 1-5 MODOK (обкладинка датована вереснем — груднем 2008 р), в одноразовому випуску MODOK: Reign Delay # 1 (листопад 2009 року) і навіть отримав власну серію коміксів MODOK: Head Games (грудень 2020 р.)
МОДОК також фігурував в інших схвалених Marvel продуктах, таких як відеоігри, мультсеріали, в тому числі його власний однойменний мультсеріал, в якому Петтон Освальт озвучує головного персонажа, а також товари, такі як колекційні картки та іграшки. У списку 100 кращих лиходіїв коміксів всіх часів за версією IGN МОДОК зайняв 100-е місце.